# わし座ロー星
わし座ρ星（わしざローせい、ρ Aquilae、ρ Aql）は、いるか座の恒星である。見かけの等級は4.94で、肉眼で見ることができる。
バイエル符号を持ち、しかもわし座の右翼として星座線で結ばれることがある恒星であるにもかかわらず、後述の通り固有運動によりわし座の領域から外れているか座の領域に入った。

## 位置
ガイア衛星が測定したわし座ρ星の年周視差は、20.8464ミリ秒で、これは太陽からの距離が156光年であることに相当する。わし座ρ星は、固有運動も比較的大きく、1年あたり0.055秒東へ移動している。この運動によって、わし座ρ星は1992年中頃に、わし座の領域からいるか座の領域へ、越境すると計算された。一方、アメリカの天文学者ケイラーは、1999年に境界線を越えた、としている。国際天文学連合が、現代の88星座の境界線を決定して以来、バイエル名を持つ肉眼等級の恒星が、天文学的な事実として所属する星座を替えたのは、これが初めてのことである。

## 名称
中国では、わし座ρ星は左の軍旗を意味する左旗（拼音: Zuǒ Qí）という星官を、や座α星、や座β星、や座δ星、や座ζ星、や座γ星、や座13番星、や座11番星、や座14番星と共に形成する。わし座ρ星自身は、左旗九（拼音: Zuǒ Qí jiǔ）つまり左旗の9番星と呼ばれる。

## 特徴
| 太陽 | わし座ρ星 |
| ---- | --------- |
| 太陽 | Exoplanet |

わし座ρ星は、スペクトル型がA2 VのA型主系列星である。半径と質量は太陽の倍程度、光度は太陽の20倍程度と推定される。自転速度は速く、1回転するのに14時間程しかかからない。年齢は、推定方法によってばらつきがあるが、1億2000万年程度とするものと、4億年程度とするものとに分かれる。わし座ρ星には、分光連星ではないかという疑問が持たれていたが、連星かどうか詳しく調べた結果では、伴星は見つかっていない。
わし座ρ星には、顕著な赤外超過がみられ、星周領域には残骸円盤が存在すると考えられる。円盤を構成する塵の温度は、黒体放射を仮定すると暖かい塵で200K程度、冷たい塵では60K程度である。塵の総質量は、暖かい塵が月質量の1000分の1程度、冷たい塵が月質量の数割程度と見積もられる。